# Pavel Pechanec
Pavel Pechanec (* 6. března 1971 Havířov) je duchovní, od roku 2013 biskup královéhradecký Církve československé husitské. Věnuje se publikační činnosti, křesťanské meditaci, enneagramu a individuálnímu duchovnímu doprovázení, více na Pavel Pechanec . Působí jako terapeut, jeho specializací je zvláště rodinná a párová terapie, více zde Syntonia Therapy
V roce 2025 se mu podařilo ve Sbor kněze Ambrože (výjimečné sakrální stavbě funkcionalistického stylu významného architekta Josefa Gočára Církve československé husitské) dokončit projekt první koncertní zvonohry v ČR. Jedná se o certifikovaný hudební nástroj evropského významu, který se skládá z 50 zvonů a klaviatury na ni pěstmi nebo malíkovou hranou hraje carillonér - zvonohráč. Kromě manuálního hraní je zvonohra doplněna automatickým systémem, který hraje 3x denně různé skladby. Více o zvonkohře, koncertech, historii zde Zvonohra u Ambrože

## Život
Vystudoval Střední polygrafickou školu v Olomouci a po maturitě pracoval jako tiskař. Po vstupu do Církve československé husitské v Litomyšli (1990) působil jako kazatel v České Třebové, kde přijal v roce 1993 jáhenské svěcení. V roce 1999 byl ustanoven jako farář v náboženské obci v Českém Dubě, také administrátoram v Bakově n. Jizerou a Mnichově Hradišti – Kněžmostě. Po dokončení studia teologie na pražské Husitské teologické fakultě Univerzity Karlovy přijal v roce 1999 svátost kněžského svěcení. Při biskupské službě zároveň administruje náboženskou obec Hradec Králové.
V Českém Dubu se aktivně zapojil do veřejného života jednak jako zastupitel a radní, pak také jako herec a scenárista loutkového souboru, ochotnického divadla a školního dětského divadla.
Pavel Pechanec je ženatý a se svou manželkou Janou mají dvě dcery Sáru a Elišku.

## Biskup
Mgr. Pavel Pechanec byl zvolen diecézním shromážděním Královéhradecké diecéze CČSH v Husově sboru v Pardubicích 27. dubna 2013 osmým biskupem. Následně byl ordinován pro službu biskupa a uveden v úřad Královéhradecké diecéze při slavnostní bohoslužbě ve Sboru kněze Ambrože v Hradci Králové 12. května 2013. Opětovně byl zvolen biskupem Archivováno 31. 10. 2020 na Wayback Machine. 29. srpna 2020 a do služby instalován 6. září 2020 ve Sboru Kněze Ambrože v Hradci Králové.

## Literární tvorba
- Pohyby duše, Pavel Pechanec 2020. ISBN 9788090731516, formát 180 × 120, brožovaná, barevná obálka s klopami, černobílá uvnitř, 73 stran. Publikace Pohyby duše je zamýšlena jako podpůrný text pro devět meditací. Biblické postavy zde naskýtají obraz a přiblížení devíti enneagramových zrcadel. Kniha může být čtena „běžným způsobem“, ale může být také spjata s ignaciánským rozjímáním nad Písmem. Toto rozjímání vyžaduje čas a námahu soustředění, nabízí krajinu duchovního světa, v němž smíte nacházet Boží dotek.
- Nový žaltář, Pavel Pechanec 2020. ISBN 9788090731523, formát A5, brožovaná, barevná obálka s klopami, černobílá uvnitř s fotografiemi, 255 stran. „Nový žaltář“ připravil biskup Církve československé husitské Pavel Pechanec z textů překladu Bible 21. Celá kniha žalmů je uspořádána pro ranní a večerní rozjímání do pěti týdnů na každý den. Jednotlivé žalmy jsou doplněny zároveň tematickými úryvky z Bible, vždy ze Starého a Nového zákona. Najdete zde modlitbu žaltáře i modlitby k dalšímu rozjímání, slovo emeritního biskupa Petra Šandery i doc. Jiřího Beneše, biblisty a judaisty. Publikace je doplněna černobílými fotografiemi.
- Všechno má svůj čas, sestavil Pavel Pechanec 2020. ISBN 978-80-907315-3-0, formát 145 × 115, brožovaná, celobarevná, 47 stran. Ke 100 letům Církve československé husitské (2020) vydala Královéhradecká diecéze CČSH publikaci „Všechno má svůj čas“. V malé knížečce najdete úryvky z Písma, staré modlitby a požehnání, také krátké slovo o historii církve. Texty pro publikaci sestavil biskup Pavel Pechanec a knížku doprovází barevné tematické fotografie.